# Алгома (Міссісіпі)
Алгома (англ. Algoma) — місто (англ. town) в США, в окрузі Понтоток штату Міссісіпі. Населення — 705 осіб (2020).

## Географія
Алгома розташована за координатами 34°10′46″ пн. ш. 89°2′19″ зх. д. / 34.17944° пн. ш. 89.03861° зх. д. (34.179407, -89.038548).  За даними Бюро перепису населення США в 2010 році місто мало площу 17,15 км², з яких 17,08 км² — суходіл та 0,07 км² — водойми.

## Демографія
Згідно з переписом 2010 року, у місті мешкало 590 осіб у 233 домогосподарствах у складі 168 родин. Густота населення становила 34 особи/км².  Було 257 помешкань (15/км²).
Расовий склад населення:
| - 78,8 % — білих - 18,1 % — чорних або афроамериканців - 1,7 % — осіб інших рас |

До двох чи більше рас належало 1,4 %. Частка іспаномовних становила 1,9 % від усіх жителів.
За віковим діапазоном населення розподілялося таким чином: 26,3 % — особи молодші 18 років, 62,0 % — особи у віці 18—64 років, 11,7 % — особи у віці 65 років та старші. Медіана віку мешканця становила 35,7 року. На 100 осіб жіночої статі у місті припадало 92,8 чоловіків;  на 100 жінок у віці від 18 років та старших — 90,8 чоловіків також старших 18 років.
Середній дохід на одне домашнє господарство  становив 40 761 долар США (медіана — 35 714), а середній дохід на одну сім'ю — 46 613 долари (медіана — 41 250). Медіана доходів становила 39 732 долари для чоловіків та 31 250 доларів для жінок. За межею бідності перебувало 29,3 % осіб, у тому числі 47,2 % дітей у віці до 18 років та 15,5 % осіб у віці 65 років та старших.
Цивільне працевлаштоване населення становило 227 осіб. Основні галузі зайнятості: виробництво — 38,8 %, освіта, охорона здоров'я та соціальна допомога — 23,8 %, будівництво — 6,6 %, фінанси, страхування та нерухомість — 5,3 %.